# Астерусия
Астеру́сия (греч. Αστερούσια Όρη) или Ко́финас (Κόφινας) — низкие горы в Греции на Крите к югу от равнины Месара на побережье Ливийского моря, к востоку от деревни Матала в периферийной единице Ираклион. Самый высокий пик имеет высоту 1231 м и называется Кофинас. Горы входят в сеть «Натура 2000», как экологически и археологически значимые. В горах можно встретить бородача (Gypaetus barbatus), белоголового сипа (Gyps fulvus), беркута (Aquila chrysaetos), ястребиного орла (Aquila fasciata), сапсана (Falco peregrinus) летом — чеглока Элеоноры (Falco eleonorae).